# SMS Leipzig (1905)
O SMS Leipzig foi um cruzador rápido operado pela Marinha Imperial Alemã e a sexta embarcação da Classe Bremen. Sua construção começou em julho de 1904 nos estaleiros da AG Weser em Bremen e foi lançado ao mar em meados de março de 1905, sendo comissionado na frota alemã no meio de abril do ano seguinte. Era armado com uma bateria principal composta por dez canhões de 105 milímetros em montagens únicas, tinha um deslocamento carregado de quase quatro mil toneladas e alcançava uma velocidade máxima de 22 nós (41 quilômetros por hora).
O Leipzig serviu por toda sua carreira no exterior, passando seus anos de serviço no período de paz no Sudeste Asiático como parte da Esquadra da Ásia Oriental. A Primeira Guerra Mundial começou em meados de 1914 e o navio foi para o litoral da América do Sul, onde participou em novembro da Batalha de Coronel, quando ajudou a afundar dois cruzadores blindados britânicos. No mês seguinte participou da Batalha das Malvinas, porém desta vez foi afundado pelo cruzador rápido HMS Glasgow e cruzador blindado HMS Cornwall. A maior parte de sua tripulação morreu.

## Características

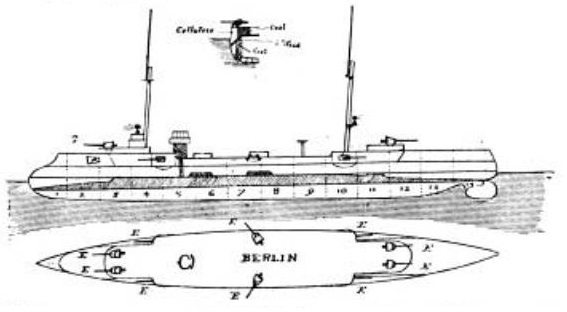
Desenho da Classe Bremen

A Lei Naval de 1898 previa a substituição das embarcações mais antigas da Marinha Imperial Alemã – corvetas, cruzadores desprotegidos e avisos – com cruzadores rápidos mais modernos. Os primeiros navios a preencherem essa exigência foram aqueles da Classe Gazelle, que tinham sido projetados para atuarem tanto como batedores para a frota quanto embarcações para serviço no império colonial alemão. Isto proporcionou a base para projetos seguintes, começando com a Classe Bremen, projetada entre 1901 e 1903. As principais melhorias desta consistiam em um casco maior que permitia duas caldeiras a mais e consequentemente uma velocidade máxima maior.
O Leipzig tinha 111,1 metros de comprimento de fora a fora, uma boca de 13,3 metros e um calado de 5,61 metros à vante. Seu deslocamento normal era de 3 278 toneladas, enquanto o deslocamento carregado chegava a 3 816 toneladas. Seu sistema de propulsão consistia em dez caldeiras a carvão de tubos d'água tipo Marine que alimentavam dois motores de tripla-expansão, cada um girando uma hélice. Tinha uma potência indicada de dez mil cavalos-vapor (7 360 aquilowatts) para uma velocidade máxima de 22 nós (41 quilômetros por hora). Podia carregar até 860 toneladas de carvão, o que proporcionava uma autonomia de 4 270 milhas náuticas (7 910 quilômetros) a uma velocidade de cruzeiro de doze nós (22 quilômetros por hora). Sua tripulação era composta por catorze oficiais e 274 a 287 marinheiros.
O armamento principal era composto por dez canhões calibre 40 de 105 milímetros em montagens únicas, duas lado no castelo de proa, três em cada lateral e duas lado a lado na popa. Para defesa contra barcos torpedeiros haviam dez canhões Maxim de 37 milímetros em montagens individuais. Também tinha dois tubos de torpedo submersos de 450 milímetros, um em cada lateral. Era protegido por um convés blindado curvado de até oitenta milímetros de espessura, tendo laterais inclinadas para baixo a fim de proporcionar alguma proteção extra. A torre de comando tinha laterais de cem milímetros, enquanto os canhões principais eram protegidos por escudos de cinquenta milímetros.

## Carreira
O Leipzig foi encomendado sob o nome provisório "N" e seu batimento de quilha ocorreu em 12 de julho de 1904 nos estaleiros da AG Weser em Bremen. Foi lançado ao mar em 21 de março de 1905 e o trabalho de equipagem começou em seguida. Os trabalhos no navio foram finalizados em fevereiro de 1906, exceto pela instalação do seu armamento, e partiu para a realização dos seus testes de construtor. Foi em seguida para Wilhelmshaven, onde seu armamento foi instalado. Foi comissionado na Frota de Alto-Mar em 20 de abril para testes marítimos, que duraram até meados de junho. Seu primeiro oficial comandante foi o capitão de fragata Franz Hipper. O Leipzig então escoltou o imperador Guilherme II, que estava realizando seu cruzeiro anual de verão a bordo do transatlântico SS Hamburg da HAPAG. Hipper deixou o cruzador pouco depois.

### Esquadra da Ásia Oriental
O navio, sob o comando do capitão de fragata Jaroslaw von Rothkirch und Panthen, foi designado para a Esquadra da Ásia Oriental e sua tripulação começou em 19 de agosto a prepará-lo para a viagem. Deixou Wilhelmshaven em 8 de setembro, passou pelas Índias Orientais Neerlandesas e chegou em Hong Kong em 6 de janeiro de 1907. Se encontrou no local com o cruzador protegido SMS Hansa, outro membro da Esquadra da Ásia Oriental. O Leipzig ficou de 25 de janeiro a 10 de março como navio de guarda em Tsingtao, a capital do Território Arrendado da Baía de Kiaochau. Pouco depois levou o vice-almirante Carl von Coerper, o comandante da Esquadra da Ásia Oriental, em uma viagem pelo rio Yangtzé, estando acompanhado da canhoneira SMS Tiger e do barco torpedeiro SMS S90. Se juntou em junho aos outros cruzadores da esquadra para visitas aos portos da região. A Esquadra da Ásia Oriental iniciou na primeira metade de 1908 um longo cruzeiro pelo Sudeste Asiático. O Leipzig fez uma viagem pelo Mar Amarelo em agosto, enquanto o capitão de corveta Richard Engel substituiu Rothkirch und Panthen no mesmo mês. Visitou Xangai, na China, e fez outra viagem pelo Yangtzé entre setembro e outubro. O cruzador representou a Alemanha em 17 de novembro em uma revista naval em Kobe, no Japão. O capitão de corveta Karl Heuser assumiu o comando ainda em novembro.

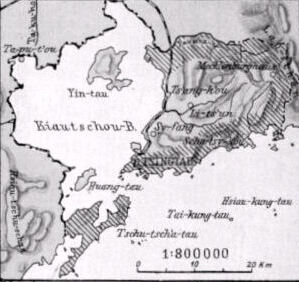
Mapa de 1912 da Península de Xantum, mostrando a Baía de Kiaochau

O Leipzig passou por manutenção em Hong Kong em janeiro de 1909 e enquanto isso recebeu ordens para ir à Samoa Alemã assim que os trabalhos terminassem. Havia temores de que uma agitação popular pudesse estourar, com o governador Wilhelm Solf pedindo ajuda da Esquadra da Ásia Oriental. O cruzador foi para Manila, nas Filipinas, onde Coerper subiu a bordo para a viagem até a Samoa. Chegou em Apia em 19 de março. Nove dias depois recebeu a companhia do cruzador rápido SMS Arcona, da canhoneira SMS Jaguar e do navio de passageiros SS Titania, este trazendo um contingente de cem policiais. O chefe indígena local que tinha liderado o movimento e alguns de seus apoiadores foram levados para Saipã a bordo do Jaguar, onde foram exilados. Os navios ficaram patrulhando a Samoa até abril, começando a se dispersar no início de maio. O Arcona e o Titania partiram no dia 6, enquanto o Leipzig levou Coerper para Suva, em Fiji, permanecendo entre 14 e 17 de maio. Coerper se transferiu para outro navio para voltar para casa, enquanto o Leipzig brevemente voltou para a Samoa, mas foi substituído no dia 21 pelo cruzador desprotegido SMS Condor. O navio foi para Pago Pago, na Samoa Americana, fazendo uma breve parada em Apia antes de seguir para Tsingtao, chegando em 29 de junho depois de passar por Pohnpei e Manila. O Leipzig passou o resto do ano navegando junto com o cruzador blindado SMS Scharnhorst, a capitânia da esquadra.
Os dois cruzadores se encontraram com a canhoneira SMS Luchs em Hong Kong no início de 1910, com os três viajando para o sul. O Leipzig e o Scharnhorst navegaram juntos, às vezes com o Luchs, e visitaram Sião e vários portos do Mar da China Meridional. O capitão de fragata Hermann Schröder substituiu Heuser no comando do Leipzig em fevereiro. Os dois cruzadores depois foram para o norte e visitaram o Japão entre abril e maio. O Leipzig fez outra viagem pelo Yangtzé em julho, navegando até Hankou, onde agitações tinham começado. O navio e o cruzador blindado SMS Gneisenau foram no início de 1911 para Calcutá, na Índia, onde se encontraram com Guilherme, Príncipe Herdeiro da Alemanha, que estava fazendo uma viagem pela Ásia Oriental. As embarcações chegaram em 31 de janeiro, mas um surto de peste na área fez com que Guilherme cancelasse o resto da viagem. O contra-almirante Günther von Krosigk, novo comandante da esquadra, subiu a bordo do navio em março para uma viagem ao Japão, onde se encontrou com o imperador Meiji. O Leipzig passou os meses seguintes visitando portos no Japão e na Rússia. Estava na Baía de Vladimir na Rússia em meados de agosto quando Schröder soube que as tensões com a França estavam altas por conta da Crise de Agadir; entretanto, os russos tinham cortado as linhas de telégrafos, assim Schröder não podia se comunicar com a Alemanha. O cruzador recebeu uma mensagem de telegrafia sem fio distorcida que indicava que o contra-almirante deveria levar sua esquadra para o Oceano Índico, mas ele enviou o Leipzig para Vladivostok à procura de confirmação mesmo sob risco de entrar no porto de um aliado francês. O navio permaneceu no local de 15 a 18 de agosto trocando mensagens com a Alemanha, mas nesta altura a crise já tinha passado e Krosigk levou suas embarcações para o sul, pelo Mar Amarelo, retornando para Tsingtao em 15 de setembro.

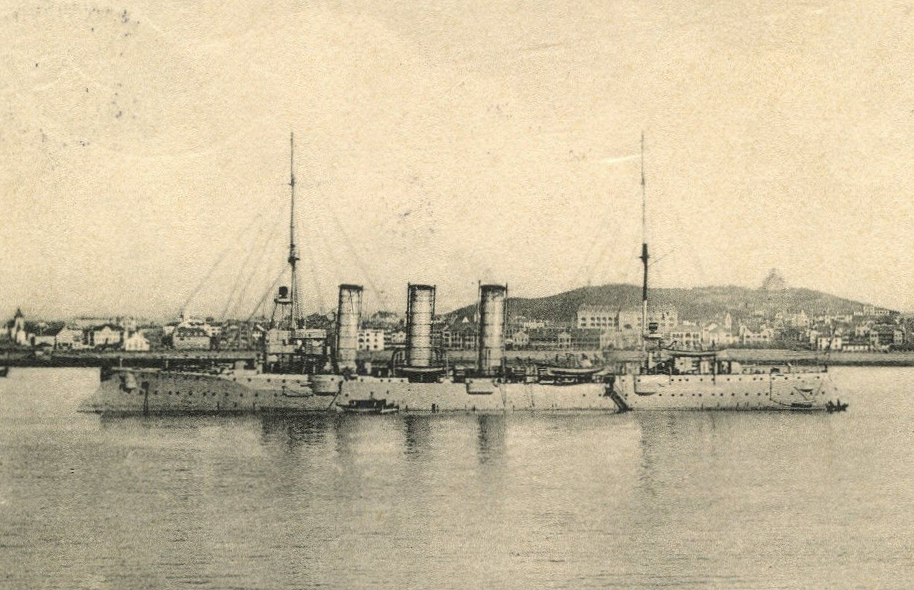
O Leipzig em Tsingtao

A Revolução Xinhai estourou na China em 10 de outubro de 1911 contra o domínio da Dinastia Qing. Essa revolta ameaçava os interesses alemães no país, assim Krosigk enviou seus navios para defender cidadãos alemães, com ações semelhantes sendo tomadas pelas marinhas de outros países. O Leipzig foi enviado para reforçar as canhoneiras Tiger e SMS Vaterland, enquanto o Gneisenau foi para Nanquim e a canhoneira SMS Iltis para Hankou. O comando das forças internacionais foi dado ao contra-almirante japonês Reijirō Kawashima. As embarcações enviaram equipes de desembarque a fim de defenderem domínios estrangeiros, também evacuando mulheres e crianças de Xangai, porém ataques chineses contra estrangeiros não chegaram a acontecer. O Leipzig, então com Krosigk a bordo, foi forçado a deixar Hankou em novembro por causa dos níveis cada vez mais baixos do Yangtzé, juntando-se ao Gneisenau em Xangai. O Leipzig passou os meses seguintes viajando entre Tsingtao e as áreas do país tomadas pela revolução. Essas atividades terminaram em agosto de 1912, com o navio iniciando no dia 7 uma viagem que incluiu paradas em Vladivostok e vários portos do Japão. Enquanto estava neste último, participou das cerimônias fúnebres de Meiji. O navio voltou para Xangai no final do ano.
O cruzador visitou cidades chinesas no início de 1913, com o capitão de fragata Johann Haun assumindo o comando em março; ele seria seu último oficial comandante. O navio observou grandes combates entre forças imperiais e republicanas chinesas entre julho e agosto ao redor de Nanquim. Voltou para Tsingtao em setembro para uma manutenção que durou até outubro. Depois disso foi para o sul e visitou as Filipinas. O Leipzig recebeu ordens em maio de 1914 para substituir o cruzador rápido SMS Nürnberg, que estava navegando pelo litoral do México no Oceano Pacífico a fim de proteger os interesses alemães durante a Revolução Mexicana. O navio chegou em Mazatlán em 7 de julho, onde se encontrou com o Nürnberg e o cruzador rápido SMS Dresden, com os três operando junto com outras embarcações de outras marinhas para poderem evacuar estrangeiros do país. Como as linhas de telegrafia tinham sido cortadas, os alemães só souberam da Crise de Julho na Europa no dia 31, época em que a Primeira Guerra Mundial já tinha começado. O Leipzig transferiu quarenta civis para o cruzador blindado estadunidense USS San Diego, então neutro no conflito, e em seguida se preparou para operações de guerra.

### Primeira Guerra Mundial

#### Ações iniciais

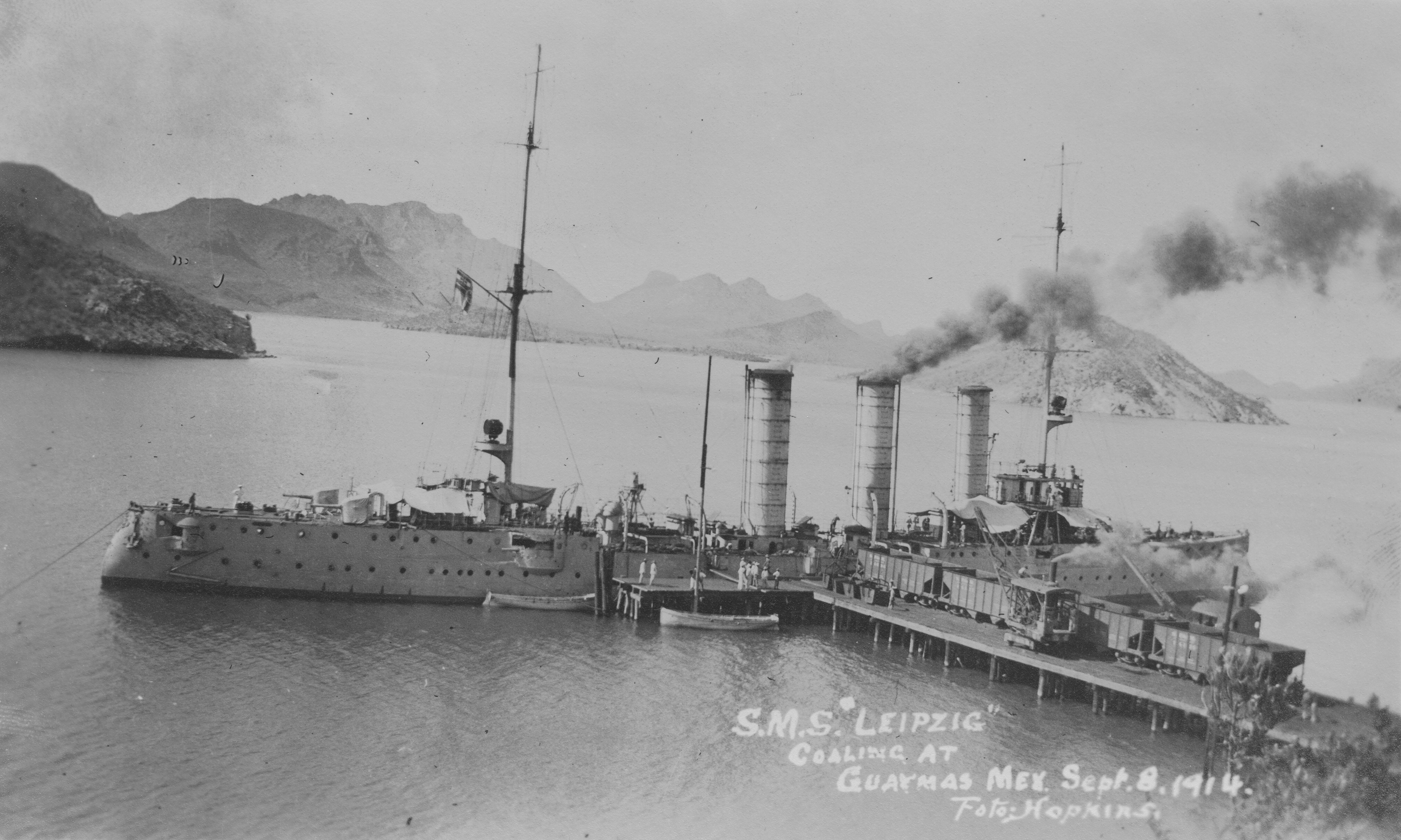
O Leipzig reabastecendo em Guaymas em 8 de setembro de 1914

O Leipzig ancorou na Baía Magdalena no México para aguardar mais informações, com Haun descobrindo em 5 de agosto que a Alemanha estava em guerra contra França, Rússia e Reino Unido. O plano prévio de mobilização dizia que os navios da Esquadra da Ásia Oriental deveriam se unir, mas o Leipzig não tinha o apoio de um carvoeiro. Ele parou em São Francisco nos Estados Unidos para carregar carvão, mas não capaz de reabastecer por completo porque os estadunidenses estavam seguindo à risca as leis de neutralidade. Haun então decidiu iniciar uma campanha corsária contra navios mercantes britânicos. A ausência de alvos adequados fez com que o cruzador fosse mais para o sul no Golfo da Califórnia no dia 17 para reabastecer mais. Uma semana depois afundou um cargueiro britânico levando açúcar, em seguida parou em Guaymas no México em 8 de setembro para embarcar mais carvão. Partiu dois dias depois e navegou para o sul de acordo com as instruções que tinha recebido do comando alemão, parando e afundando em 11 de setembro o petroleiro britânico SS Elsinore. O Leipzig então parou nas Ilhas Galápagos para reabastecer de um navio mercante alemão e desembarcar a tripulação do Elsinore. Relatos de uma esquadra britânica na área fizeram o cruzador fugir.
A embarcação parou para que sua tripulação pudesse limpar os tubos das caldeiras, que estavam bem incrustrados, retomando em seguida sua viagem para a Ilha de Páscoa. Se encontrou no local em 14 de outubro com o resto da Esquadra da Ásia Oriental, sob o comando do vice-almirante Maximilian von Spee. O Leipzig tinha reunido consigo três carvoeiros. Partiram para a América do Sul quatro dias depois, parando no caminho no Arquipélago Juan Fernández e aproximando-se de Más Afuera em 26 de outubro. Depois disso navegaram para Valparaíso, no Chile, onde receberam informações que indicavam que o cruzador rápido britânico HMS Glasgow tinha ancorado em Coronel. Spee decidiu ir para o local e embosca-lo quando deixasse o porto. O Glasgow na verdade estava acompanhado dos cruzadores blindados HMS Good Hope e HMS Monmouth.

#### Batalha de Coronel

Mapa da Batalha de Coronel

O Leipzig, enquanto fazia patrulha próximo de Coronel, parou e vasculhou uma barca chilena, mas como esta era uma embarcação neutra que não estava levando contrabandos, foi liberada sem problemas. O cruzador avistou uma coluna de fumaça à distância às 16h00min de 1º de novembro, com um segundo navio sendo avistado às 16h17min e um terceiro às 16h25min. Os britânicos avistaram os alemães por volta do mesmo momento e as duas esquadras formaram linhas de batalha. O Leipzig era o terceiro da linha alemã, à ré dos dois cruzadores blindados. Spee emitiu às 18h07min a ordem de "Distribuição de fogo da esquerda", significando que cada navio alemão deveria enfrentar seu número oposto na linha inimiga. Os alemães abriram fogo primeiro às 18h34min.
O Scharnhorst e o Gneisenau rapidamente danificaram seriamente o Good Hope e o Monmouth, enquanto o Leipzig disparou sem sucesso contra o Glasgow. Este atingiu o cruzador alemão às 18h49min, mas o projétil não detonou. Pouco depois o Leipzig e o Dresden acertaram o Glasgow cinco vezes antes de Spee ordenar que o primeiro se aproximasse e torpedeasse o incapacitado Good Hope. Uma rajada de chuva obscureceu o navio britânico e, quando o Leipzig chegou no local, o Good Hope já tinha afundado. A tripulação do cruzador alemão não buscou sobreviventes porque não sabia que o oponente tinha afundado. O Leipzig encontrou o Dresden por volta das 20h00min na escuridão cada vez maior e ambos inicialmente acharam que o outro era um inimigo, mas logo conseguiram estabelecer suas verdadeiras identidades. O Leipzig saiu da batalha praticamente ileso sem nenhuma baixa em sua tripulação.
Uma chuva impediu que os alemães encontrassem o danificado Monmouth, mas este acabou emborcando e afundando sozinho por volta das 20h18min. Mais de 1,6 mil marinheiros britânicos morreram nos naufrágios dos dois cruzadores blindados, incluindo o comandante de toda a esquadra, o contra-almirante sir Christopher Cradock. Por outro lado, as baixas alemãs em todos os navios foram mínimas. Entretanto, eles gastaram mais de quarenta por cento de seus estoques de munição.

#### Viagem às Malvinas
Spee reuniu seus navios ao norte de Valparaíso. Apenas três embarcações podiam entrar no porto por vez porque o Chile era um país neutro na guerra. O Scharnhorst, Gneisenau e Nürnberg foram os primeiros na manhã de 3 de novembro, enquanto o Dresden, Leipzig e os carvoeiros ficaram em Más Afuera. As embarcações reabasteceram carvão em Valparaíso enquanto Spee conversou com o Estado-Maior do Almirantado Imperial Alemão a fim de terminar a força dos navios britânicos restantes na região. Eles permaneceram no porto por apenas 24 horas, seguindo as regras de neutralidade, chegando em Mas a Fuera no dia 6, onde embarcaram mais carvão de navios britânicos e franceses capturados. O Dresden e o Leipzig foram destacados para irem a Valparaíso em 10 de novembro, com o resto da esquadra seguindo cinco dias depois para o Golfo de Penas. O Dresden e o Leipzig reencontraram os outros navios em 18 de novembro no meio do caminho e todos chegaram no Golfo de Penas três dias depois. Abasteceram mais carvão no local, pois a planejada viagem ao redor do Cabo Horn seria longa e ainda não estava certo quando poderiam ter outra oportunidade de reabastecerem.
A Marinha Real Britânica, assim que as notícias da derrota na Batalha de Coronel chegaram em Londres, organizou uma força para destruir a Esquadra da Ásia Oriental. Os poderosos cruzadores de batalha HMS Invincible e HMS Inflexible foram destacados da Grande Frota e colocados sob o comando do vice-almirante sir Doveton Sturdee. Deixaram Devonport em 10 de novembro e seguiram para as Ilhas Malvinas, onde se juntaram aos cruzadores blindados HMS Carnarvon, HMS Kent e HMS Cornwall, ao cruzadores rápidos Glasgow e HMS Bristol e ao cruzador mercante armado HMS Macedonia. Os oito chegaram nas Malvinas em 7 de dezembro e reabasteceram imediatamente.
Os alemães deixaram o Golfo de Penas em 26 de novembro e deram a volta no Cabo Horn em 2 de dezembro. O Leipzig perto do cabo capturou a barca canadense Drummuir, que estava com 2,7 mil toneladas de carvão de boa qualidade, com esta carga sendo transferida para os carvoeiros Baden e Santa Isabel perto da Ilha Picton e os alemães transferiram o carvão do Drummuir para seus carvoeiros. Spee fez uma reunião a bordo do Scharnhorst na manhã de 6 de dezembro com os capitães de seus navios com o objetivo de determinar o que fazer a seguir. Tinham recebido vários relatos fragmentados e contraditórios sobre reforços britânicos na região. Spee e os capitães Felix Schultz do Scharnhorst e Karl von Schönberg do Nürnberg eram a favor de atacar as Malvinas, enquanto Haun e os capitães Julius Maerker do Gneisenau e Fritz Lüdecke do Dresden argumentaram que era melhor ignorar as ilhas e atacar navios mercantes britânicos próximos da Argentina. A opinião de Spee pesou mais e a esquadra partiu para as Malvinas ao meio-dia.

#### Batalha das Malvinas

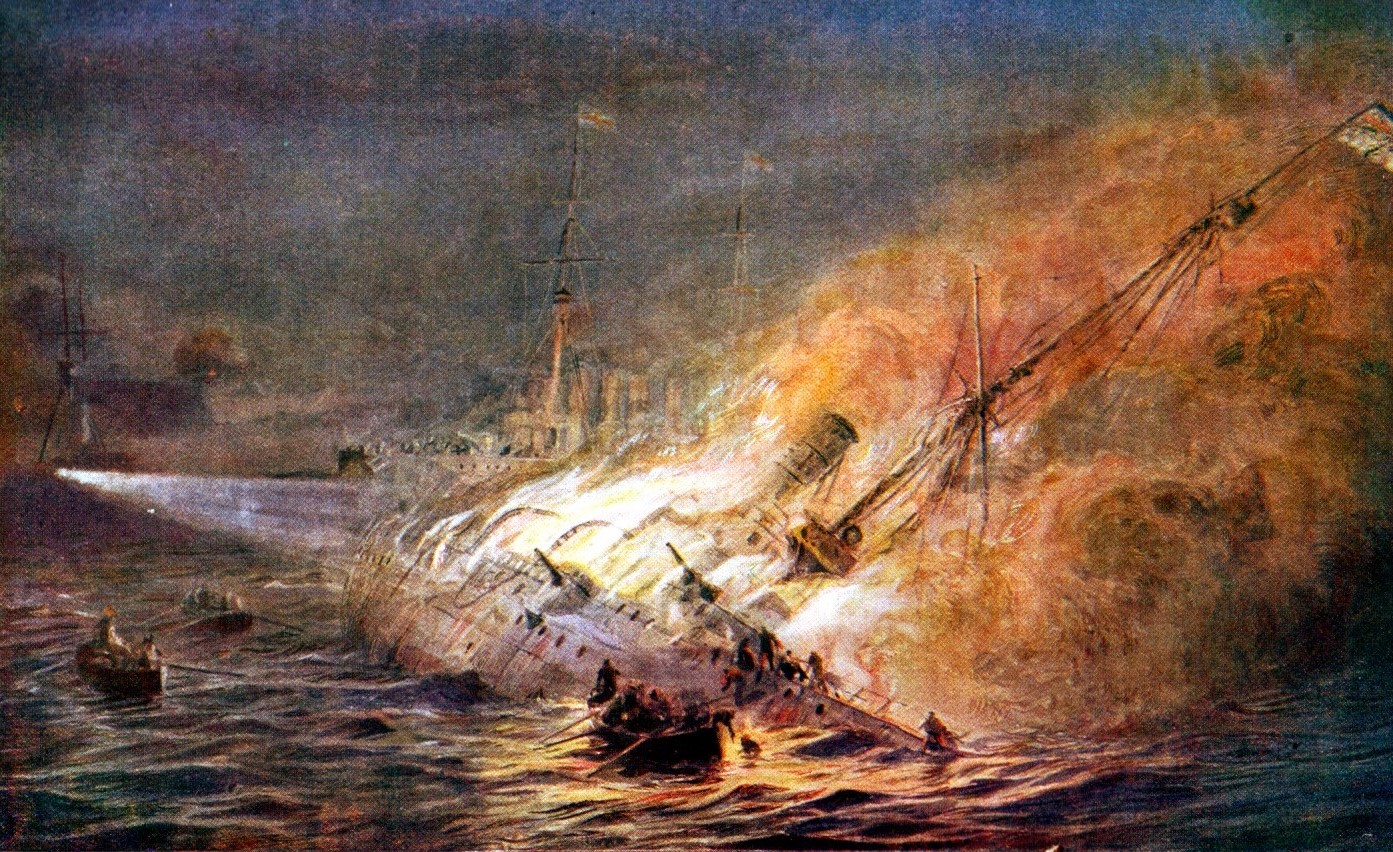
Pintura de William Lionel Wyllie do Leipzig naufragando na Batalha das Malvinas

Os alemães aproximaram-se de Porto Stanley na manhã de 8 de dezembro. Os britânicos os avistaram rapidamente e partiram para encontrá-los. Spee inicialmente achou que as colunas de fumaça era os britânicos queimando seus estoques de carvão para que não fossem tomados. Ele abortou o ataque e deu a volta assim que percebeu que estava enfrentando uma esquadra inimiga poderosa. Os cruzadores de batalha alcançaram os alemães às 12h55min e abriram fogo contra o Leipzig, que era o último navio da linha alemã, porém não foi atingido. Spee sinalizou "Leipzig liberado" às 13h15min e cinco minutos depois instruiu os outros cruzadores rápidos a fugirem enquanto o Scharnhorst e o Gneisenau deram a volta a fim de enfrentarem os inimigos, com o objetivo sendo dar cobertura para suas fuga. Sturdee, por sua vez, destacou seus cruzadores para perseguirem os cruzadores rápidos alemães.
O Glasgow perseguiu o Leipzig e abriu fogo às 14h40min. O navio alemão foi acertado aproximadamente vinte minutos depois, assim virou para bombordo com o objetivo de aumentar a distância e depois para estibordo para abrir fogo. Ambas as embarcações foram atingidas várias vezes e o Glasgow foi forçado a recuar para trás dos mais poderosos cruzadores blindados. O Leipzig foi seriamente danificado e incendiado pelo Cornwall e Glasgow, mas mesmo assim permaneceu navegando e lutando. O navio alemão conseguiu acertar o Cornwall dezoito vezes, fazendo o inimigo adernar significativamente para bombordo. Lançou também três torpedos contra os britânicos, mas errou todos. Haun ordenou às 19h20min que o Leipzig fosse deliberadamente afundado, mas os britânicos se aproximaram e alvejaram o cruzador a curta distância, matando vários tripulantes. Um cúter cheio de homens também foi destruído, matando todos a bordo. O Leipzig emborcou e afundou às 21h05min, com apenas dezoito sobreviventes sendo resgatados.